# Сьвецино
Сьвецино (пол. Świecino) — село в Польщі, у гміні Крокова Пуцького повіту Поморського воєводства.
Населення — 219 осіб (2011).
У 1975-1998 роках село належало до Гданського воєводства.

## Демографія
Демографічна структура станом на 31 березня 2011 року:
|          | Загалом | Допрацездатний вік | Працездатний вік | Постпрацездатний вік |
| -------- | ------- | ------------------ | ---------------- | -------------------- |
| Чоловіки | 111     | 31                 | 71               | 9                    |
| Жінки    | 108     | 19                 | 71               | 18                   |
| Разом    | 219     | 50                 | 142              | 27                   |